# Августовский уезд
 Августовский уезд — административная единица в составе Августовской и Сувалкской губерний Российской империи. Центр — город Августов.

## История
Августовский уезд был образован в 1837 году в составе Августовской губернии. В 1867 году отошёл к Сувалкской губернии.
В 1919 году Августовский уезд отошёл к Белостокскому воеводству Польши.

## Население
По данным переписи 1897 года в уезде проживало 79,2 тыс. чел. В том числе поляки — 49,1 %; белорусы — 32,5 %; евреи — 11,6 %; русские — 5,4 %. В городе Августове проживало 12 743 чел.

## Административное деление
В 1913 году в уезде было 12 гмин: Балля-Велька (центр — д. Вандзин), Барглово (центр — д. Барглов-Костельный), Валловичевце (центр — пос. Сопоцкин), Голынка, Дембово (центр — д. Язево), Довспуда (центр — пос. Рачки), Кольница (центр — д. Бялобржеги), Курьянка (центр — д. Скеблево), Лабно (центр — д. Подлабенье), Петропавловск (центр — пос. Липск), Штабин, Щебра-Ольшанка (центр — д. Новинка).